# Mindre törnfågel
Mindre törnfågel (Phacellodomus sibilatrix) är en fågel i familjen ugnfåglar inom ordningen tättingar.

## Utbredning och systematik
Fågeln förekommer i Gran Chaco i västra Paraguay till södra Bolivia, västra Uruguay och norra Argentina. Den behandlas som monotypisk, det vill säga att den inte delas in i några underarter.

## Status
IUCN kategoriserar arten som livskraftig.